# Leptogenys hebrideana
Leptogenys hebrideana är en myrart som beskrevs av Wilson 1958. Leptogenys hebrideana ingår i släktet Leptogenys och familjen myror. Inga underarter finns listade i Catalogue of Life.